# Costoalacia
Costoalacia is een geslacht van kreeftachtigen uit de klasse van de Ostracoda (mosselkreeftjes).

## Soort
- Costoalacia fasciata Schornikov & Mikhailova, 1990